# Sulzbach (Sarre)
Pour les articles homonymes, voir Sulzbach.
Sulzbach est une ville de Sarre (Allemagne), située dans la communauté régionale de Sarrebruck.
À proximité de Sulzbach, la Brennender Berg (montagne en feu) abrite un feu qui ne s'est jamais éteint depuis 1668.

## Jumelages
La ville de Sulzbach est jumelée avec :
- Ravanusa (Italie)
- Bassila (Bénin)
- Arc-et-Senans (France)
- Rémelfing (France)